# Aphodobius innocens
Aphodobius innocens är en skalbaggsart som beskrevs av Schmidt 1911. Aphodobius innocens ingår i släktet Aphodobius och familjen Aphodiidae. Inga underarter finns listade i Catalogue of Life.